# Star Wreck
Star Wreck är en serie finska Star Trek-parodier som till att börja med gjordes av Samuli Torssonen. Den första filmen, som hette just Star Wreck består av relativt enkla animationer av rymdskepp, som visas tvådimensionellt från ovan. De senare filmerna blev allt mer avancerade, och de tre senaste filmerna använder skådespelare.
Star Wreck handlar om James B. Pirk (som fått sitt namn av Star Trek-karaktären James T. Kirk, kapten på rymdskeppet C.P.P Potkustartti (på svenska C.P.P Omstart). Andra återkommande karaktärer i filmerna är Fukov, Dwarf och Info (baserade på Star Treks Pavel Chekov, Worf respektive Data). I filmerna talas det finska, men samtliga finns textade på engelska.
Star Wreck: In the Pirkinning är den sjätte och senaste filmen i serien, och är en parodi på både Star Trek och Babylon 5. Filmen börjar på jorden, där Pirk tillsammans med Dwarf och Info blivit kvar sedan den föregående filmen. Trötta på den brist på respekt de möter från jordborna bestämmer sig Pirk för att hjälpa mänskligheten lite, och förser dem med en teknologi som gör det möjligt för jorden av bygga upp en flotta med rymdskepp, och utnämner sig själv till diktator över hela planeten. Farkoster sänds ut i rymden för utforskning, och det är under en av dessa resor som man finner ett larvhål som leder till en alternativ verklighet, i vilken man stöter på rymdstationen Babel-13, som styrs av kapten Sherrypie. Då det råder brist på beboeliga planeter bestämmer Pirk att de ska ta över jorden i denna nya dimension.
Filmen påbörjades 1999, och hade premiär 20 augusti 2005. Filmen lades upp för gratis nedladdning på internet, och såldes även som DVD på hemsidan. Båda släpptes under licensen Creative Commons.

## Popularitet
De tidigare filmerna uppskattades av ett antal hängivna fans, men det var först i och med den senaste filmen som genombrottet kom. Star Wreck: In the Pirkinning nedladdades över 700 000 gånger under den första veckan, och för närvarande uppskattas det att upp till fyra miljoner nedladdningar gjorts. Detta påstås göra filmen till den populäraste finska filmen någonsin.

### Fan-filmer
Det har även gjorts flera fanfilmer av Star Wreck, vilket är fascinerande då Star Wreck själv är fan-producerade parodier. En spelfilm som har titeln Star Wreck 2π, 2 gånger π är lika med 6.283... vilket indikerar att filmen utspelar sig mellan Star Wreck 6 och 7, har färdigställts, och en animerad fan-film med titeln Star Wreck Asskicker som förtäljer berättelsen om skeppet C.P.P. Asskicker. En datoranimerad Star Wreck fanfilm med titeln Stick Wreck är under produktion, men det är i dagsläget okänt om den kommer att slutföras.

## Lista över filmer
Alla Star Wreck-filmer finns tillgängliga att ladda ner eller se online  under Creative Commons-licens (Erkännande, icke kommersiell, inga bearbetningar).
- Star Wreck (1992)
- Star Wreck II: The Old Shit (1994)
- Star Wreck III: Wrath of the Romuclans (1995)
- Star Wreck IV: The Kilpailu (1996)
- Star Wreck V: Lost Contact (1997)
- Star Wreck 4½: Weak Performance (2000)
- Star Wreck: In the Pirkinning (2005)